# 1984年アメリカグランプリ
1984年ダラスグランプリ（英: 1984 Dallas Grand Prix）は、1984年F1世界選手権の第9戦として、1984年7月8日にダラス・グランプリ・サーキットで開催された。正式名称は「I Stroh's Dallas Grand Prix」。
文献によっては本レースを「アメリカグランプリ」と称する場合がある。

## 概要
フィンランド人のケケ・ロズベルグは激しい消耗戦となったバトルを生き残り、一度だけの開催に終わったダラスグランプリで、ドラマチックで予測も出来ない展開の結果、このシーズンで唯一の勝利を挙げた。このレースは、シーズンを席巻したマクラーレンがポイントを獲得することができなかった1984年の2レースのうちの一つでホンダエンジンが1967年イタリアグランプリ以来の勝利を挙げたレースでもある。ルネ・アルヌーのフェラーリは優勝したロズベルグと同ラップでゴールした唯一のマシンであり、エリオ・デ・アンジェリスはロータスに3位をもたらした。
このイベントは、ダラスが「世界的な都市」の地位にあると示すための方法と考えられた。そして、華氏100度(約摂氏38度)を超える猛暑、週末を通じ悪化してゆく路面、さらにレースがキャンセルされるという噂にも耐えた。面白い狭く曲がりくねったサーキットはテキサス州フェア・グランドに作られた。コース設定にはロングビーチ(アメリカ西グランプリ)の主催者クリス・プークのヘルプがあり、サーキットには（ロングビーチと同じく）2つのヘアピンがあったが、路面については特にヘルプは無かった。路面は予選開始前には泡立ち始め、数ラップもすると路面は剥がれ始めた。
金曜日の最初のプラクティスが終わると、決勝を1列目からスタートすることになるロータスの2人のドライバー、ナイジェル・マンセルとデ・アンジェリスは、この仮設コースは彼らが走った中で最も荒れていると語った。ネルソン・ピケは、耐えがたいほどの猛暑によりコースかドライバーかクルマのどれが最初に壊れるのだろうと語った。午後の予選では、気温は38度を超え、グッドイヤータイヤ装着車が上位3台を占めた。このアメリカのゴム会社にとって、20年間のレース活動で最も高い路面温度、華氏150度(約摂氏65.5度)を記録した。

土曜日に行われたルノーの有名人レース終了後、スターリング・モスはVIPスイートで元アメリカ大統領のジミー・カーターに自己紹介した。「大統領と握手するのは初めてです」と述べたモスに対し、カーターは自身が大のレースファンで、すぐにモスと分かったと明かした。

決勝はアメリカ国内のテレビ中継の都合、ヨーロッパとの時差関係などで日曜日の午前11時にスタートすると予定された。これは通常よりも3時間も早いものである。猛暑のため、ウォームアップは午前7時に開始するとされた。これは、ウィリアムズのジャック・ラフィットには明らかに早すぎるようで、彼はパジャマ姿でサーキットに現れた。ウォームアップは遅延の後キャンセルされた。これは土曜日に行われたカナディアン-アメリカン・チャレンジカップのレースで路面がひどく荒れてしまったことによる。路面は徹夜で補修され、スタートの30分前まで続けられた。ニキ・ラウダとアラン・プロストは各ドライバーに働きかけ、レースのボイコットを呼びかけた。しかし、ロズベルグはレースの開催を強く主張した

ロズベルグは傘の下に腰を下ろし「何を大騒ぎしているのか分からないね」と言った。煙草に火をつけ肩をすくめ、「いくら議論し文句を並べても、スタート時刻にはそれをすべて畳んでいつも通りレースをするだけさ。ここまでレースの準備も済んでいるのだし。路面があろうが無かろうが、分かっているだろう、僕らはレースをする。」

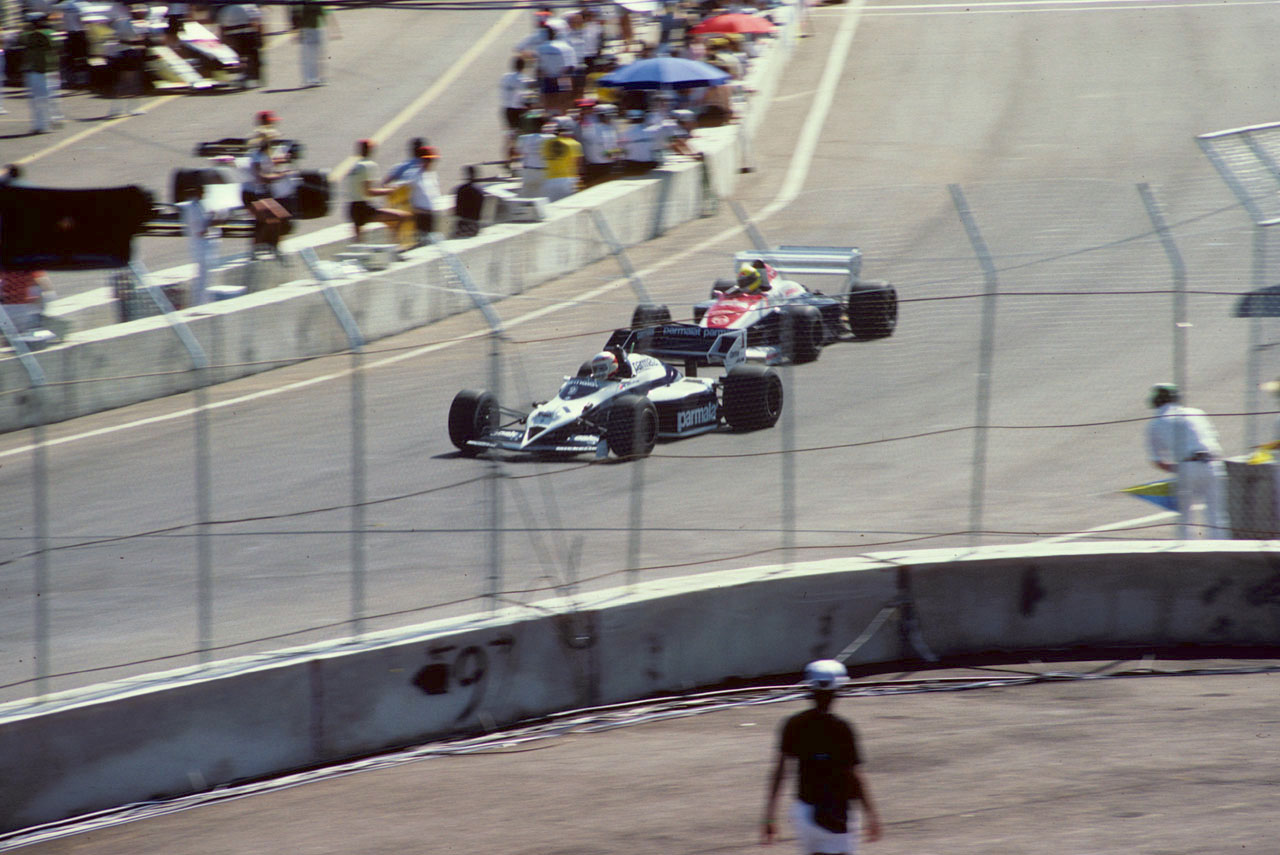
「同郷の新人」アイルトン・セナと争う、ネルソン・ピケ。

ロズベルグは正しかった。バーニー・エクレストンは90000人のファンと、世界中の数百万にのぼる視聴者を失望させないことを決定し、ラリー・ハグマン(TVドラマ「ダラス」シリーズの'J.R.'を演じた俳優)がグリーンフラッグを振ってスタートのパレードラップがスタートした。
マンセルは初のポールポジションから後続をリードし、レースのほぼ半分まで誰も前に出させなかった。デレック・ワーウィックはミスファイアに見舞われたデ・アンジェリスを抜き、何度かマンセルに並びかけたが抜くことはできなかった。11周目、ワーウィックはやり過ぎてマンセルのロータスの前でスピンしてタイヤウォールに当たり、レースを終えた。次いでラウダがマンセルに挑むが、ラウダはミスファイアが直ったアンジェリスに抜き返された。
先頭の5台（マンセル、デ・アンジェリス、ラウダ、ロズベルグ、プロスト）が一団となっていた。14周目にロズベルグがラウダを抜いて3位に上がり、2台のロータスに迫って行った。18周目にロズベルグはデ・アンジェリスを抜き、左右にマシンを振りながらマンセルに襲い掛かって観客を興奮させた。予選を4位で通過したアルヌーはグリッドからスタートすることができず、後方からレースを開始した。1周目終了時までにアルヌーは7台を抜いており、アルヌーとピケは先頭グループに接近していた。
ロズベルグは、ラウダとデ・アンジェリスを抜いていたプロストと一時的に順位を入れ替えたが抜き返し、最終的にはマンセルの大きなミスを誘い、リードを奪うことに成功した。マンセルのフロントタイヤは急速に減り、その後3周で更にポジションを3つ落として38周目にピットインした。ピケはウォールにヒットして9台目のリタイアとなり、アルヌーは5位まで上がってきた。

プロストは49周目にロズベルグからトップを奪い、すぐに7.5秒のリードを奪った。レースの行方はこれで確定したかと思われたが、8周後には驚くことにプロストもウォールに当たりホイールのリムを傷めたことでレースを終えた。ロズベルグはトップを引き継ぎ、素晴らしいレースを見せたアルヌーに対して10秒のリードを持っていた。特製のヘルメットとスーツの冷却システムにも助けられ、2時間ルールにより予定の68周よりも1周少なくなったこのレースで、ウィリアムズにとってシーズン唯一の勝利を獲得した。

デ・アンジェリスは、2台目のウィリアムズに乗るラフィットに対して充分な差をつけて最終的に3位で戻ってきた。デ・アンジェリスのチームメイト、マンセルは最終コーナーでウォールに当たりドライブシャフトを壊し、惰性で進み停止した。観客の声援によりマンセルはマシンを押し始めた。しかしフィニッシュラインに到達する前に疲労困憊、熱中症により倒れてしまった。マンセルはオゼッラのピエルカルロ・ギンザーニにかわされ、3周遅れの6位として扱われた。

## 順位

### 予選
| 順位 | No | ドライバー                     | コンストラクター         | タイム   | 差      |
| ---- | -- | ------------------------------ | ------------------------ | -------- | ------- |
| 1    | 12 | ナイジェル・マンセル           | ロータス・ルノー         | 1'37.041 | —       |
| 2    | 11 | エリオ・デ・アンジェリス       | ロータス・ルノー         | 1'37.635 | +0.594  |
| 3    | 16 | デレック・ワーウィック         | ルノー                   | 1'37.708 | +0.667  |
| 4    | 28 | ルネ・アルヌー                 | フェラーリ               | 1'37.785 | +0.744  |
| 5    | 8  | ニキ・ラウダ                   | マクラーレン・TAG        | 1'37.987 | +0.946  |
| 6    | 19 | アイルトン・セナ               | トールマン・ハート       | 1'38.256 | +1.215  |
| 7    | 7  | アラン・プロスト               | マクラーレン・TAG        | 1'38.544 | +1.503  |
| 8    | 6  | ケケ・ロズベルグ               | ウィリアムズ・ホンダ     | 1'38.767 | +1.726  |
| 9    | 27 | ミケーレ・アルボレート         | フェラーリ               | 1'38.793 | +1.752  |
| 10   | 15 | パトリック・タンベイ           | ルノー                   | 1'38.907 | +1.866  |
| 11   | 2  | コラード・ファビ               | ブラバム・BMW            | 1'38.960 | +1.919  |
| 12   | 1  | ネルソン・ピケ                 | ブラバム・BMW            | 1'39.439 | +2.398  |
| 13   | 14 | マンフレッド・ヴィンケルホック | ATS・BMW                 | 1'39.860 | +2.189  |
| 14   | 23 | エディ・チーバー               | アルファロメオ           | 1'39.911 | +2.870  |
| 15   | 20 | ジョニー・チェコット           | トールマン・ハート       | 1'40.027 | +2.986  |
| 16   | 26 | アンドレア・デ・チェザリス     | リジェ・ルノー           | 1'40.095 | +3.054  |
| 17   | 4  | ステファン・ベロフ             | ティレル・フォード       | 1'40.336 | +3.295  |
| 18   | 24 | ピエルカルロ・ギンザーニ       | オゼッラ・アルファロメオ | 1'41.176 | +4.135  |
| 19   | 25 | フランソワ・エスノー           | リジェ・ルノー           | 1'41.303 | +4.262  |
| 20   | 18 | ティエリー・ブーツェン         | アロウズ・BMW            | 1'41.318 | +4.277  |
| 21   | 22 | リカルド・パトレーゼ           | アルファロメオ           | 1'41.328 | +4.287  |
| 22   | 17 | マルク・スレール               | アロウズ・BMW            | 1'42.592 | +5.551  |
| 23   | 21 | ヒューブ・ロテンガッター       | スピリット・ハート       | 1'43.084 | +6.043  |
| 24   | 9  | フィリップ・アリオー           | RAM・ハート              | 1'43.222 | +6.181  |
| 25   | 5  | ジャック・ラフィット           | ウィリアムズ・ホンダ     | 1'43.304 | +6.263  |
| 26   | 10 | ジョナサン・パーマー           | RAM・ハート              | 1'44.676 | +7.635  |
| DNQ  | 3  | マーティン・ブランドル         | ティレル・フォード       | 2'31.960 | +54.919 |

### 決勝
| 順位 | No. | ドライバー                     | コンストラクタ           | 周回 | タイム/リタイヤ | グリッド | ポイント |
| ---- | --- | ------------------------------ | ------------------------ | ---- | --------------- | -------- | -------- |
| 1    | 6   | ケケ・ロズベルグ               | ウィリアムズ・ホンダ     | 67   | 2:01:22.617     | 8        | 9        |
| 2    | 28  | ルネ・アルヌー                 | フェラーリ               | 67   | + 22.464        | 4        | 6        |
| 3    | 11  | エリオ・デ・アンジェリス       | ロータス・ルノー         | 66   | +1 Lap          | 2        | 4        |
| 4    | 5   | ジャック・ラフィット           | ウィリアムズ・ホンダ     | 65   | +2 Laps         | 24       | 3        |
| 5    | 24  | ピエルカルロ・ギンザーニ       | オゼッラ・アルファロメオ | 65   | +2 Laps         | 18       | 2        |
| 6    | 12  | ナイジェル・マンセル           | ロータス・ルノー         | 64   | ギアボックス    | 1        | 1        |
| 7    | 2   | コラード・ファビ               | ブラバム・BMW            | 64   | +3 Laps         | 11       |          |
| 8    | 14  | マンフレッド・ヴィンケルホック | ATS・BMW                 | 64   | +3 Laps         | 13       |          |
| Ret  | 8   | ニキ・ラウダ                   | マクラーレン・TAG        | 60   | スピン          | 5        |          |
| Ret  | 7   | アラン・プロスト               | マクラーレン・TAG        | 56   | スピン          | 7        |          |
| Ret  | 18  | ティエリー・ブーツェン         | アロウズ・BMW            | 55   | スピンオフ      | 20       |          |
| Ret  | 27  | ミケーレ・アルボレート         | フェラーリ               | 54   | スピン          | 9        |          |
| Ret  | 17  | マルク・スレール               | アロウズ・BMW            | 54   | スピン          | 22       |          |
| Ret  | 19  | アイルトン・セナ               | トールマン・ハート       | 47   | クラッチ        | 6        |          |
| Ret  | 10  | ジョナサン・パーマー           | RAM・ハート              | 46   | 電気系          | 25       |          |
| Ret  | 1   | ネルソン・ピケ                 | ブラバム・BMW            | 45   | スピン          | 12       |          |
| Ret  | 15  | パトリック・タンベイ           | ルノー                   | 25   | スピン          | 10       |          |
| Ret  | 20  | ジョニー・チェコット           | トールマン・ハート       | 25   | スピン          | 15       |          |
| Ret  | 26  | アンドレア・デ・チェザリス     | リジェ・ルノー           | 15   | スピン          | 16       |          |
| Ret  | 21  | ヒューブ・ロテンガッター       | スピリット・ハート       | 15   | 燃料漏れ        | 23       |          |
| Ret  | 22  | リカルド・パトレーゼ           | アルファロメオ           | 12   | スピン          | 21       |          |
| Ret  | 16  | デレック・ワーウィック         | ルノー                   | 10   | スピン          | 3        |          |
| DSQ  | 4   | ステファン・ベロフ             | ティレル・フォード       | 9    | 失格            | 17       |          |
| Ret  | 23  | エディ・チーバー               | アルファロメオ           | 8    | スピン          | 14       |          |
| Ret  | 25  | フランソワ・エスノー           | リジェ・ルノー           | 0    | アクシデント    | 19       |          |
| DNS  | 9   | フィリップ・アリオー*          | RAM・ハート              |      |                 |          |          |
| DNQ  | 3   | マーティン・ブランドル         | ティレル・フォード       |      |                 |          |          |

- フィリップ・アリオーは土曜日のクラッシュにより決勝に不出走 (Autocourse 1984-85)
- リザルトは、特に明記の無い限りF1公式サイト“The Official Formula 1 website”. 2008年6月12日閲覧。およびAutocourse 1984-1985より。

## ノート
- 最も高い気温で行われたF1レースのうちの一つ。 At rolloff, 気温は華氏104度(約摂氏40度)となり、これは1955年アルゼンチングランプリ、2005年バーレーングランプリに匹敵する。

## 参照
- Rob Walker (October, 1984). "1st Dallas Grand Prix: Cool Keke". Road & Track, 178-182.
- Mike S. Lang (1992). Grand Prix!: Race-by-race account of Formula 1 World Championship motor racing. Volume 4: 1981 to 1984. Haynes Publishing Group. ISBN 0-85429-733-2

| 前戦 1984年デトロイトグランプリ | FIA F1世界選手権 1984年シーズン | 次戦 1984年イギリスグランプリ |
| 前回開催 n/a                    | ダラスグランプリ                | 次回開催 n/a                  |